# 龍兄唬弟
《龍兄唬弟》（英語：Ride Along）是一部於2014年上映的美國警匪動作喜劇片，由提姆·史多利執導，冰塊酷巴、凱文·哈特、約翰·李古查摩、蒂卡·桑普特、布魯斯·麥吉爾和勞倫斯·費許朋主演。故事敘述一名癟腳的保全為了與女友為婚，而加入了對方的警察哥哥的毒販偵察任務中證明自己，使得兩人展開了一連串危險又無俚頭的瘋狂冒險。
正式攝影開始於2012年10月31日在亞特蘭大，結束於2012年12月19日，由相對論傳媒、Cube Vision和Rainforest Films製作，發行商為環球影業。電影於2014年1月17日在全球上映；儘管主要獲得負面的評價，但全球票房總計1.54億美元，與2500萬美元的成本對比大獲成功。
2016年推出續集《龍兄唬弟2》。

## 劇情
臥底警探詹姆斯·派頓正在執行「奧馬爾」的偽造護照行動。在與走私者的槍戰之後，上司要求他放棄奧馬爾案，但他不肯。神經質的學校保全班·巴柏申請了亞特蘭大市警察學院，並請求詹姆斯祝福將妹妹安吉拉嫁給他。詹姆斯表示得「一路同行」以證明他配得上她。如果成功，詹姆斯會推薦他進入學院，並給予他祝福。
在經過調查，得知今晚會有一批貨物運來，奧馬爾將現身交易。詹姆斯和班在甜奧本路邊市場發現一個醉鬼「瘋子寇帝」正在鬧事，班無法制伏對方，得詹姆斯出手。班後來從安吉拉口中得知，原來瘋子寇帝和詹姆斯是一夥，詹姆斯和同事們眼了一場戲來整班。心煩意亂的班前往脫衣舞俱樂部，但卻隨詹姆斯與另外兩個男人發生僵局，班認為這是另一個笑話，於是胡鬧。詹姆斯制服了他們，然後他們得知與奧馬爾手下的槍支交易。
詹姆斯在車裡接到同事聖地亞哥的電話，發現線人已經自首。班說線人的兄弟在公園告訴他剛剛出獄，這給詹姆斯帶來了消息，這是另一個線索。他們與線人的另一個兄弟J交談，以了解槍枝交易的位置。在談話中，班不小心射殺了J，J則已透露了交易的地點和時間。
詹姆斯決定與聖地亞哥和米格斯一起潛入倉庫，將班留在車內。聖地亞哥和米格斯背叛了詹姆斯，結果證明是為奧馬爾工作的黑警。詹姆斯被綁起來，並被聖地亞哥嘲笑和批評詹姆斯不善於交際和以自我為中心，班目睹了一切。由於在場沒有人見過奧馬爾，班決定在交易開始時，假裝是奧馬爾，成功地愚弄了他們，破壞了這筆交易。正當他要和詹姆斯一起離開時，真正的奧馬爾現身，戳破了班的謊言。隨後發生槍戰，奧馬爾的許多人被殺。班展示了敏銳的反應能力和戰鬥知識（多虧他的電子遊戲）。詹姆斯和班從交易中拿走錢並在倉庫爆炸之前逃離，但詹姆斯的車遭班意外炸毀。他們不知道的是，聖地亞哥、米格斯和奧馬爾已經逃脫。
聖地亞哥和米格斯到達安吉拉的公寓，將她綁起來；班的遊戲夥伴透過班的耳機聽到了安吉拉、米格斯和聖地亞哥之間的事情。在醫院，由於腿部受槍傷，班接到了一位遊戲玩家的電話，他告訴詹姆斯公寓裡出事。看到一些警察到達醫院後，詹姆斯和班帶著奧馬爾的錢偷偷溜進了公寓。詹姆斯在與聖地亞哥戰鬥之前傷了米格斯。聖地亞哥準備射殺詹姆斯時，安吉拉將他擊倒。班在戰鬥中被奧馬爾制伏。奧馬爾拿著一袋錢並帶著安吉拉離開。
詹姆斯跟隨奧馬爾和安吉拉，與他對峙。正當奧馬爾準備射殺詹姆斯時，班從一輛汽車上滑過並踢了他一腳。詹姆斯向奧馬爾開槍兩次，打傷了他。警察逮捕了奧馬爾、米格斯和聖地亞哥，詹姆斯終於認可了班。
在片尾，班和安吉拉訂婚，並即將從警察學院畢業。在詹姆斯的燒烤會上，班炸毀了燒烤架，還導致鄰居的狗被殺死。

## 演員
- 冰塊酷巴飾演詹姆斯·派頓（James Payton）
- 凱文·哈特飾演班·巴柏（Ben Barber）
- 蒂卡·桑普特飾演安吉拉·派頓（Angela Payton）
- 約翰·李古查摩飾演聖地亞哥（Santiago）
- 布萊恩·卡倫飾演米格斯（Miggs）
- 勞倫斯·費許朋飾演奧馬爾（Omar）
- 布魯斯·麥吉爾飾演布魯克斯中尉（Lt. Brooks）

## 榮譽
- 提名-黑人娛樂電視大獎最佳男演員：凱文·哈特
- 提名-MTV電影大獎最佳銀幕搭檔：冰塊酷巴與凱文·哈特
- 提名-MTV電影大獎最佳喜劇演出：凱文·哈特
- 青少年票選獎最佳喜劇演員：凱文·哈特
- 提名-青少年票選獎最佳螢幕情侶：冰塊酷巴與凱文·哈特
- 提名-青少年票選獎最佳電影怒火戲：凱文·哈特

## 續集
2013年4月23日，宣布將推出續集。2014年2月18日，由於第一集的成功，因此提姆·史多利將再次擔任導演並延續本集的故事。冰塊酷巴和凱文·哈特回歸演出、威爾·帕克再次擔任監製，以及麥特·曼弗雷迪將繼續編劇。續集於2014年7月7日在邁阿密和亞特蘭大開拍。美國的上映日確定為2016年1月15日。2016年1月15日美國上映。

## 外部連結
- 官方网站
- 互联网电影数据库（IMDb）上《龍兄唬弟》的资料（英文）
- Box Office Mojo上《龍兄唬弟》的資料（英文）
- 爛番茄上《龍兄唬弟》的資料（英文）
- Metacritic上《龍兄唬弟》的資料（英文）